# ダロウの書

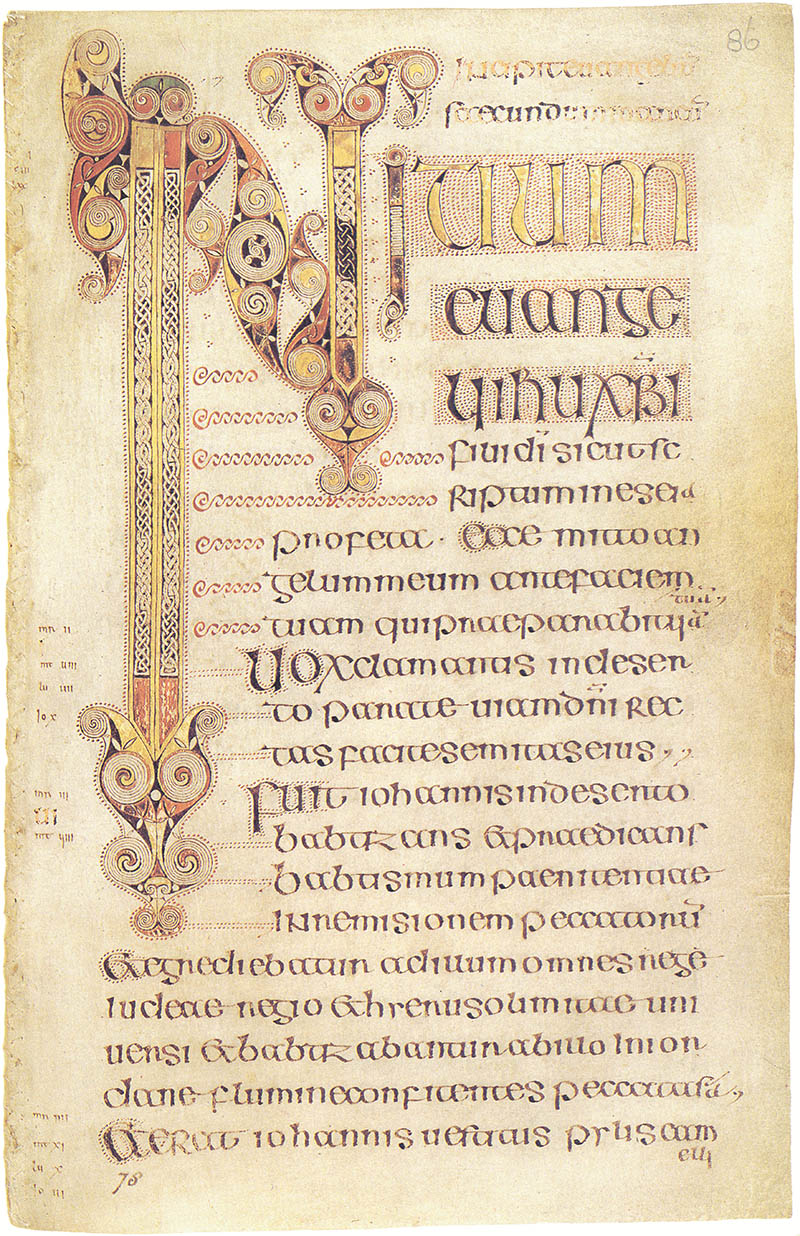
ダロウの書、マルコによる福音書の冒頭頁

ダロウの書（ダロウのしょ、英語: Book of Durrow、ダブリン・トリニティカレッジ図書館蔵、MS A. 4. 5. （57））は、7世紀に制作されたアイルランド様式の装飾写本で「ケルズの書」、「リンディスファーンの福音書」とともに三大ケルト装飾写本のひとつとされる。アイルランドのオファリー県ダロウ近郊のダロウ修道院で制作されたという説と、北部イングランドのノーサンブリア地方で制作されたという説があるが、近年の学説ではダロウ修道院を制作地とする説に傾きつつある。制作開始は650年と考えられる。 
ダロウの書は福音書写本であり、アイルランドおよびブリテン島で制作された装飾福音書写本としては現存する最古のものとされる。マタイ・マルコ・ルカ・ヨハネの各福音書に加え、序が含まれる。サイズは247×228mmで、素材は羊皮紙、248葉。 多くの装飾を含み、その例としてカーペット頁（現存するのは6頁）、四福音書記者の象徴図像（1頁）、各福音書記者の象徴図像（福音書記者ごとに1頁で計4頁）、装飾文字（6頁）がある。言語はラテン語で、文字はインシュラー体（島の文字、Insular Script）と呼ばれる書体で書かれている。
現在知られている最古のクムダック（聖書を収める箱）は、ダロウの書を収納・保護するため、アイルランド王フラン（Flann Sinna、879-916）の命令で製作された。
16世紀にダロウ修道院が廃止された際にダロウの書は私有物になったが、17世紀にトリニティカレッジに寄付された。その間の期間には、農夫がこの書を浸した水で牛の病気を治そうとするなど散々な扱いを受けていた。
アイルランドの「Bシリーズ」5ポンド紙幣にはダロウの書から採った図案が使用されていた。

## 構成
ダロウの書の特徴のひとつに、福音書記者の象徴図像を各福音書記者に結びつけるのにあたり、伝統的な組み合わせとは異なるという点がある。各福音書は福音書記者の象徴図像ではじまるが、マタイに人、マルコは通常の獅子ではなく鷲、ルカは牛、ヨハネに通常の鷲ではなく獅子が割り当てられている。象徴図像の頁の次はカーペット頁で、さらに頭文字頁が続く。ただしマタイの象徴図像（人）の頁の次の頁は例外で、カーペット頁がない。この位置にはかつてカーペット頁があったと考えられている。このカーペット頁が欠落している理由であるが、第一の可能性はたんに失われたするものである。第二の可能性は、第3葉の渦巻文様のカーペット頁こそがここにあるべきカーペット頁だとするものである。
本文の先頭の文字は拡大されて装飾が施され、それに続く文字は点で囲まれる。ミルフィオリの模様のようにも見えるマタイの長方形の体やカーペット頁の細部には、金工品との類似が見られる。
ダロウの書の全頁にわたり、デザインには独特の空間感覚が見られる。白紙のページが意図的に配置されて装飾とのバランスをとっている。第192葉には極めて高い技術の動物文様が描かれている。他のモチーフとしては、螺旋文、三脚巴文、組紐文と結び目などが、カーペット頁や福音書記者の周囲に描かれる。